# Pochvistnevo

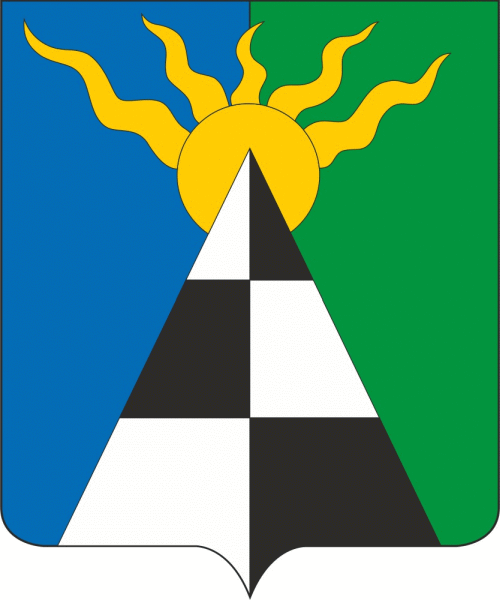
Stadens vapen.

Pochvistnevo (ryska По́хвистнево) är en stad i Samara oblast, Ryssland. Folkmängden i Pochvistnevo uppgick till 28 140 invånare i början av 2015.